# إنليل نادين شومي
إنليل نادين شومي هو ملك بابلي والملك ال29 لسلالة بابل الثالثة الكاشية، خلف الحكم من والده كشتيلياش الرابع وخلفه في الحكم إبنه كادشمان هاربي الثاني، حكم ل6 أشهر فقط في سنة 1224 قبل أن يخلعه الآشوريين ألذين إستطاعوا احتلال كوريغالزو في عهد توكولتي نينورتا الأول.